# Claës König
Claës König (n. 15 ianuarie 1885, Stockholm, Suedia-Norvegia – d. 25 noiembrie 1961, Helsingborg, Suedia) a fost un sportiv ce a reprezentat Suedia, medaliat olimpic. A participat la 2 ediții ale Jocurilor Olimpice (1920, 1924) în care a câștigat o medalie de aur și o medalie de argint.